# Goljam Resen
Goljam Resen (bulgarisch Голям Резен; ‘Große Scheibe’) ist ein 2277 m hoher Gipfel im Nordosten des Gebirges Witoscha in Bulgarien. 1 km in westlicher Richtung befindet sich der 2290 m hohe Tscherni Wrach (übersetzt „Schwarzer Gipfel“), der höchste Berg des Witoscha Gebirges. Zwischen den beiden Gipfel erstreckt sich ein flaches Hochgebirgsplateau. Der Gipfel ist Teil der Wasserscheide zwischen dem Schwarzen Meer und dem Mittelmeer. Goljam Resen ist aus der bulgarischen Hauptstadt Sofia gut sichtbar, unweit des höchsten Punktes befindet sich eine Radarstation von Bulatsa (Bulgarian Air Traffic Services Authority) und ein Wetterradar.
Der Gipfel kann über einen Sessellift erreicht werden und ist der Startpunkt mehrerer Ski-Abfahrten in westlicher und nördlicher Richtung.
Die steilen südöstlichen Hänge des Gipfels sind ein beliebtes Ziel für Bergsteiger. Über die Felswände führen zahlreiche Kletterrouten mit einem Schwierigkeitsgrad bis Kategorie VII- auf der UIAA-Skala. Diese Seite des Gipfels ist im Winter aber auch lawinengefährdet und sollte zu dieser Jahreszeit nur von erfahreneren Bergsteigern betreten werden.

## Bilder

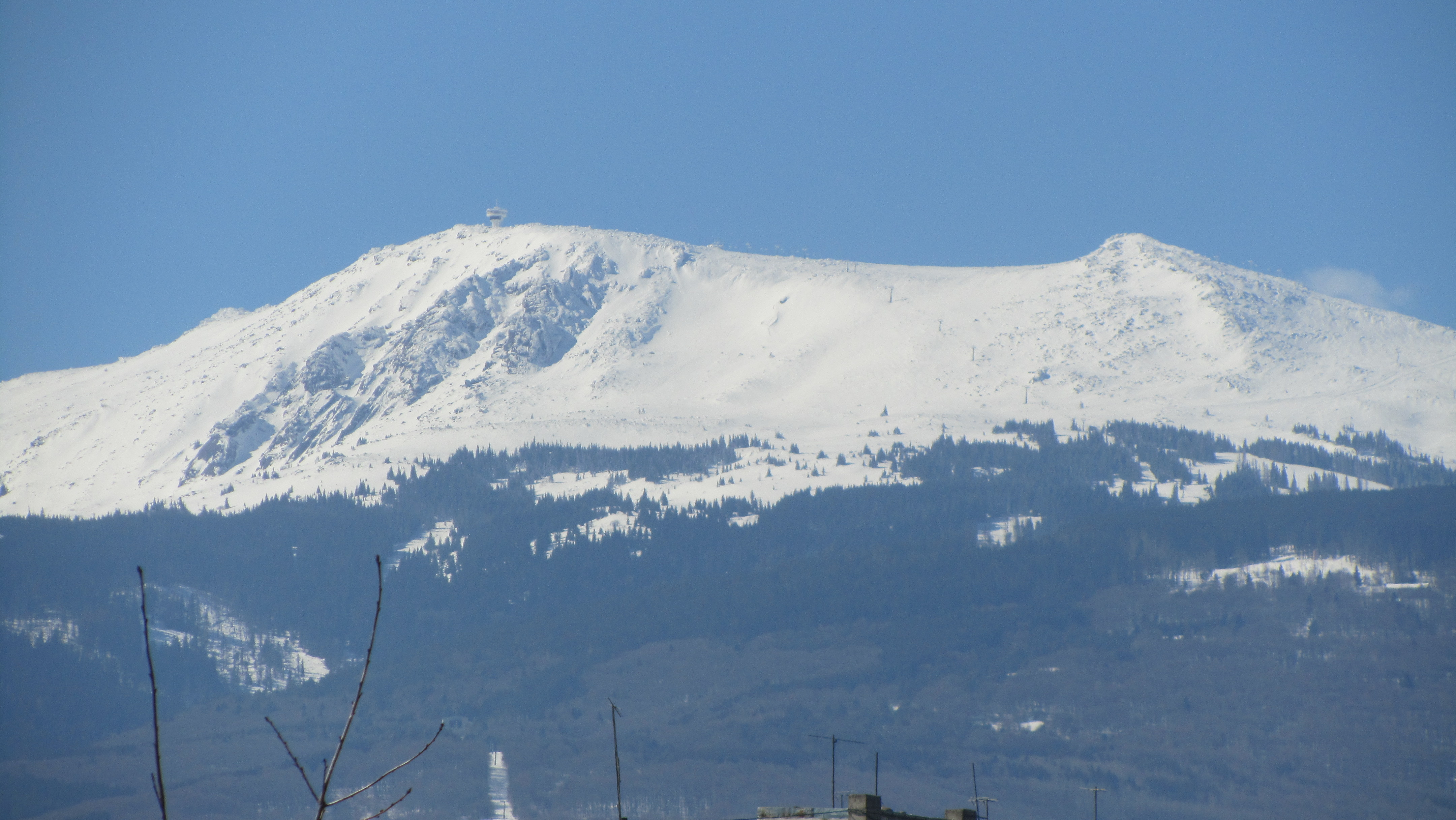
Die Gipfel Goljam Resen (links im Bild) und Malak Resen von Sofia aus gesehen, sichtbar die Seilbahn zum Gipfel
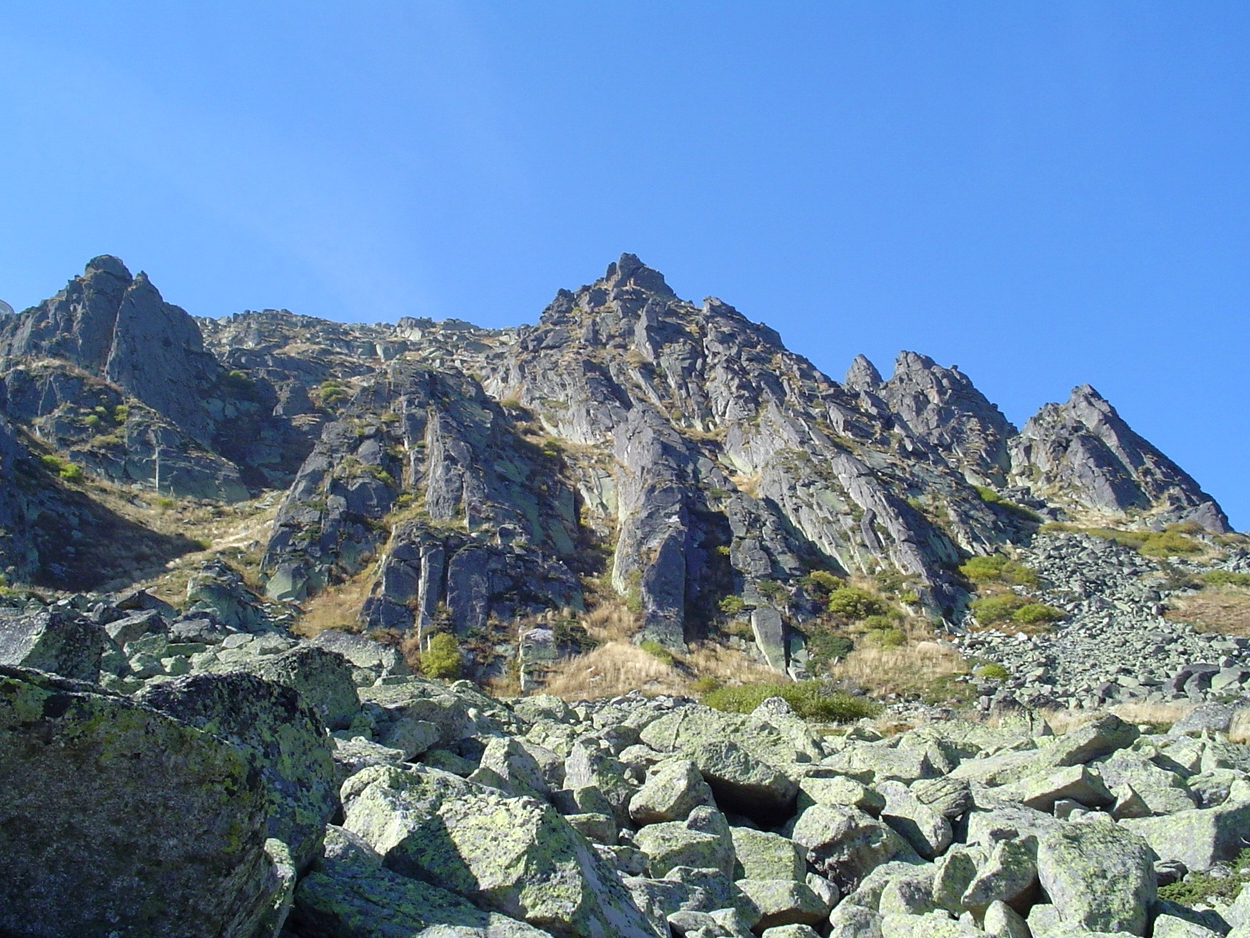
Felswände des Gipfels mit lawinengefährdeten Couloirs
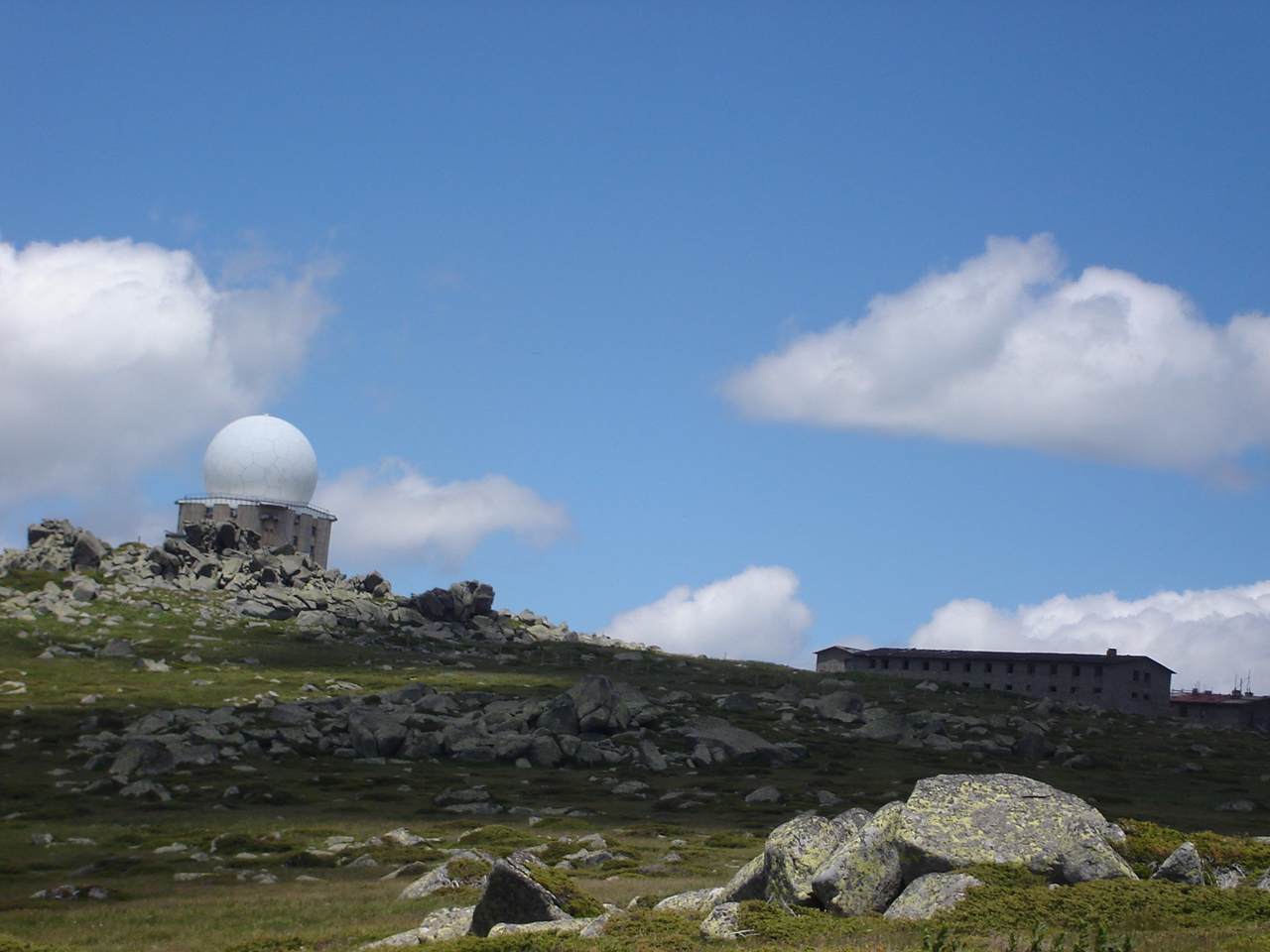
Die Radarstation auf dem Gipfel